# مارتن يول
مارتن يول (بالهولندية: Martin Jol) هو مدرب كرة قدم هولندي ولاعب خط وسط سابق، مواليد 16 يناير 1956، تم تعيينة أواخر شهر شباط من عام 2016 مديرا فنيا للنادي الأهلى المصرى.
يول لعب أكثر من 400 مباراة خلال مسيرته التي شملت اندية في هولندا، وألمانيا، وإنجلترا، وكذلك كسب ثلاث مباريات دولية مع المنتخب الهولندي. وأصبح لاحقا مدرب وعمل مدرب في اندية ، رودا ياي سي وفالفيك و اياكس في وطنه، وكذلك النادي الألماني هامبورغ ونوادي الدوري الإنجليزي توتنهام هوتسبير وفولهام.وقام بتدريب ستوك سيتي الإنجليزي خلفا للمدرب مارك هيوز
وحصل مع النادي الأهلي المصري علي لقب الدوري المصري موسم 2016/2015 ونجاح للوصول مع النادي الأهلي المصري إلى نهائي كاس مصر 2015/2016 ولكنه خسر من الزمالك 3/1.